# Епархия Баальбека — Дейр-эль-Ахмара
Епархия Баальбека — Дейр-эль-Ахмара (лат. Eparchia Helipolitana-Rubrimonasteriensis Maronitarum) — епархия Маронитской католической церкви с центром в городе Баальбек, Ливан.

## История
Первый маронитский епископ Баальбека Габриил I Мубарак упоминается в 1671 году. Юридические полномочия епископа Баальбека были утверждены на Синоде Горного Ливана в 1736 году.
4 августа 1977 года епархия Баальбека была объединена с епархией Захле. 9 июня 1990 года епархия Баальбека-Захле была разделена на епархию Захле и епархию Баальбека — Дейр-эль-Ахмара.

## Ординарии епархии
- Габриил I Мубарак Gabriele I Moubarak (1671—1732);
- Арсений (Упоминается в 1757 году);
- Габриил II Мубарак (1763 — 28.07.1788);
- Петр Мубарак (1788 — 17.11.1807);
- Антоний Хазен (1808 — 18.02.1858);
- Юханна аль-Хаджж (10.08.1861 — 23.06.1890) — выбран антиохийским патриархом;
- Иоанн Мурад (12.06.1892 — 1.05.1937);
- Elias Richa (10.10.1937 — 24.08.1953);
- Абдалла Нуджаим (4.04.1954 — 12.11.1966);
- Chucrallah Harb (15.03.1967 — 4.08.1977) — назначен епископом Джунии;
- Георгий Скандар (4.08.1977 — 9.06.1990) — назначен епископом Захле;
- Филипп Бутрос Хебайа (9.06.1990 — 10.06.1995);
- Paul-Mounged El-Hachem (10.06.1995 — 27.08.2005) — назначен титулярным епископом Дарни;
- Симон Аталла O.A.M.[1] (24.09.2005 — 2015);
- Ханна Рахме, O.L.M. (с 20 июня 2015 года).

## Источник
- Annuario Pontificio, Libreria Editrice Vaticana, Città del Vaticano, 2003, ISBN 88-209-7422-3
- Baalbek, Dictionnaire d’Histoire et de Géographie ecclésiastiques, vol. VI, Parigi 1932, coll. 7-8